# Pleurophomopsis nypae
Pleurophomopsis nypae är en svampart som beskrevs av K.D. Hyde & B. Sutton 1992. Pleurophomopsis nypae ingår i släktet Pleurophomopsis och familjen Melanommataceae.   Inga underarter finns listade i Catalogue of Life.